# Richard Rösch
Richard Rösch (* 2. Juli 1874 in Frankenberg; † 18. Oktober 1936 in Cunewalde) war ein deutscher Politiker (SPD) und Journalist.

## Leben

### Lehre und erste politische Betätigung
Richard Rösch, Sohn eines Webermeisters, erlernte zunächst das Zimmererhandwerk und kam während seiner Wanderjahre in Aachen in Kontakt mit der sozialdemokratischen Arbeiter- und Gewerkschaftsbewegung. In dieser Zeit lernte er auch seine spätere erste Ehefrau Lina Mitterhauser (1879–1971), Tochter eines Sozialdemokraten kennen. Lina Ege-Rösch war ebenfalls politisch aktiv und gehörte von 1919 bis 1928 als SPD-Abgeordnete dem preußischen Landtag an. 1901/02 arbeitete er als Redakteur und Leiter des Aachener Volksblattes.
Nach der Trennung des Paares verzog Rösch 1908 nach Dresden und lebte hier zunächst in der Friedrichstadt. 1910 heiratete er in zweiter Ehe die aus Cunewalde bei Bautzen stammende Zigarettenarbeiterin Bertha Rausendorf (1884–1963). Im Ersten Weltkrieg diente er als Angehöriger des Landsturms und war für die Bewachung von Kriegsgefangenen eingesetzt.

### Wirken als Kommunalpolitiker
1917 trat Richard Rösch der neu gegründeten linken USPD bei, kehrte jedoch 1922 in die SPD zurück. Ab 1923 vertrat er diese als Stadtverordneter im Dresdner Stadtrat und übernahm dort den Fraktionsvorsitz der Partei. Als temperamentvoller Redner und mit großer Sachkenntnis engagierte sich Rösch vor allem bei der Bekämpfung der Wohnungsnot und setzte sich für die Verbesserung der Lage der Erwerbslosen ein. Außerdem war er Mitglied mehrerer Ausschüsse und Aufsichtsrat in verschiedenen kommunalen Unternehmen. U.a. gehörte er den Ausschüssen für Wohnungs- und Kleinwohnungsbau an und war Mitglied des Verwaltungsrates der Dresdner Gas-, Wasser- und Elektrizitätswerke, des Verwaltungsausschusses des Dresdner Arbeitsamtes und des Ernährungsbeirates. Außerdem vertrat er die SPD in der Sächsischen Gemeindekammer und im Sächsischen Gemeindetag.

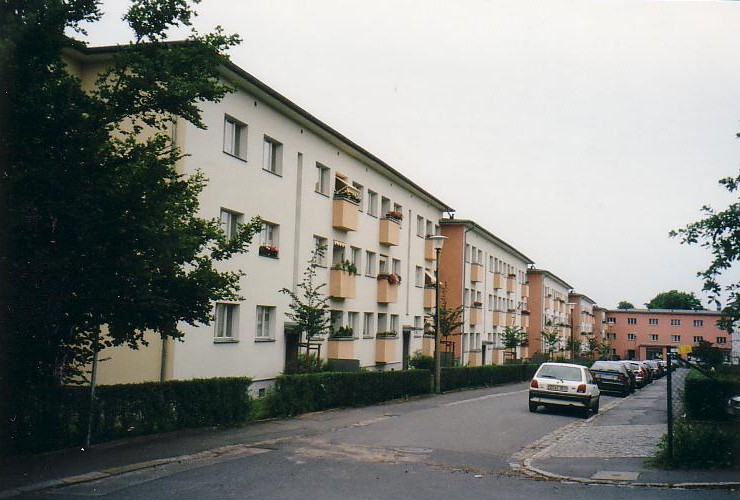
Blick in die Richard-Rösch-Straße in Dresden-Trachau

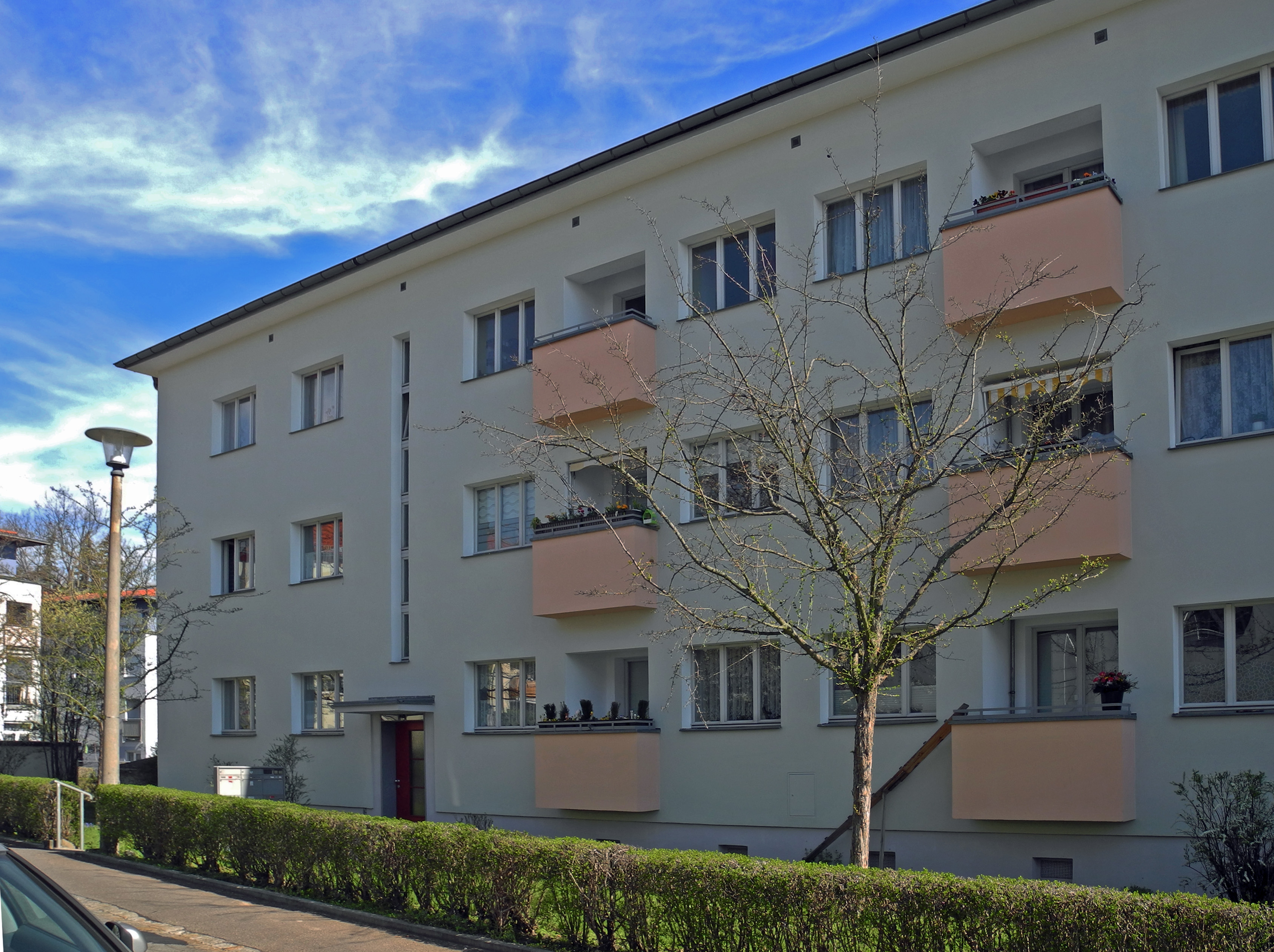
Ehem. Wohnhaus in der Richard-Rösch-Str. 40

### Berufliche Tätigkeit nach dem Ersten Weltkrieg
Beruflich arbeitete Richard Rösch zunächst ab 1917 als Vertriebsleiter der Unabhängigen Volkszeitung und war ab 1922 Redakteur der Dresdner Volkszeitung, die mit einer Auflage von über 50.000 Exemplaren das Organ der Sozialdemokratie im ostsächsischen Raum war. Der mit den Problemen der Wohnungsfrage bestens vertraute Politiker wurde 1927 erster Geschäftsführer der „Gemeinnützigen Wohnungs- und Heimstättengesellschaft für Arbeiter, Angestellte und Beamte“ (Gewog). Gemeinsam mit dem Architekten Hans Waloschek leitete Rösch den Bau der Großsiedlung Trachau mit preiswerten Kleinwohnungen, die als bekanntestes Beispiel des Neuen Bauens in Dresden dieser Zeit gilt und wegen ihrer modernen architektonischen Gestaltung im Bauhausstil überregional für Aufsehen sorgte. In einem dieser Gebäude (Kirchhoffstraße 40, heute Richard-Rösch-Straße) bezog er 1930 selbst eine Wohnung. Außerdem war er Aufsichtsratsmitglied der ebenfalls am Bau der Siedlung beteiligten GEWOBAG und der Dresdner Baugemeinschaft GmbH.
In seiner Funktion als Gewog-Geschäftsführer gehörte Rösch zu den Mitinitiatoren für den Bau des Volkshauses in Riesa und setzte sich als Vorsitzender des Vereins der freien Organisationen „Dresden-Cotta e.V.“ für den Erhalt des 1928 dort eröffneten Volkshauses Dresden-West ein. Ziel dieser von SPD und Gewerkschaften unterhaltenen Gebäude war es, Räume für kulturelle und politische Veranstaltungen zur Verfügung zu stellen und somit für Arbeiterfamilien wohnortnahe Begegnungsstätten zu schaffen.

### Verhaftung 1933 und Tod
Mit Machtergreifung der Nationalsozialisten endete diese Entwicklung abrupt. Mit dem Verbot der SPD und der Zwangsauflösung aller freien Gewerkschaften wurde auch die Gewog als gewerkschaftseigenes Unternehmen beschlagnahmt und Rösch als Geschäftsführer entlassen. Bereits im März 1933 wurde er verhaftet und bis Ende April in der Haftanstalt Mathildenstraße in „Schutzhaft“ genommen. Nach Misshandlungen durfte er, schwer erkrankt, zu seiner Familie zurückkehren und verzog wenig später in die Heimat seiner Frau nach Cunewalde. 1936 verstarb der durch einen Schlaganfall, ein schlimmes Nervenleiden und Diabetes schwerkranke frühere SPD-Politiker.

## Ehrungen
Am 1. Juli 1946 wurde gemäß einem Stadtratsbeschluss vom 28. Mai 1946 die ehemalige Kirchhoffstraße in Dresden-Trachau, wo Richard Rösch einst seinen Wohnsitz hatte, in Richard-Rösch-Straße umbenannt.